# Letona (empresa)
Letona es una marca de leche perteneciente al Grupo Cacaolat y dedicada a la producción, comercialización y distribución de productos lácteos.

## Historia
En 1925, de la mano de Marc Viader Bas, industrial catalán, Letona comienza su andadura en el número 5 de la calle Pujades de Barcelona. 
Durante los primeros años de actividad Letona distribuía leche pasteurizada y estéril, así como otros productos como yogur, nata, mantequilla o leche condensada en la zona de Barcelona y alrededores. 
En 1931 nace Cacaolat, creado por Joan Viader Roger, hijo de Marc Viader Bas, y que iba a convertirse en el producto estrella de la empresa.
Durante la guerra civil española se desencadenó una revolución social en la que la fábrica fue incautada y colectivizada por un comité obrero de la CNT. En Letona S.A. se pone en marcha una experiencia de gestión social y económica que fue la Industria Láctea Socializada, durando la misma hasta la entrada de las tropas franquistas. En 1939, una vez acabado el conflicto, volvió a sus antiguos propietarios. 
La producción del Cacaolat se vio paralizada hasta 1951 por la falta de abastecimiento de cacao de calidad.
En 1971 Clesa se hace con Letona. La productora láctea impulsa el consumo de Cacaolat en Cataluña, Comunidad Valenciana y Murcia, a la vez que aumenta la publicidad para dar a conocer el producto en sus áreas de referencia. En 2001 la empresa fue comprada por Parmalat, y desde 2007 perteneció al Grupo Dhul, división de alimentación del Grupo Nueva Rumasa.
La empresa fue comprada en noviembre de 2011 por una alianza formada por el grupo cervecero Damm y Cobega, empresa distribuidora de Coca-Cola.
En 2021, Damm compró la totalidad de la empresa. 
- Datos: Q5973929